# サウロン
サウロン（Sauron、アイヌアの創造の時 - 第三紀3019年3月25日）は、J・R・R・トールキンの中つ国を舞台とした小説『ホビットの冒険』『指輪物語』『シルマリルの物語』の登場人物。

## 概要

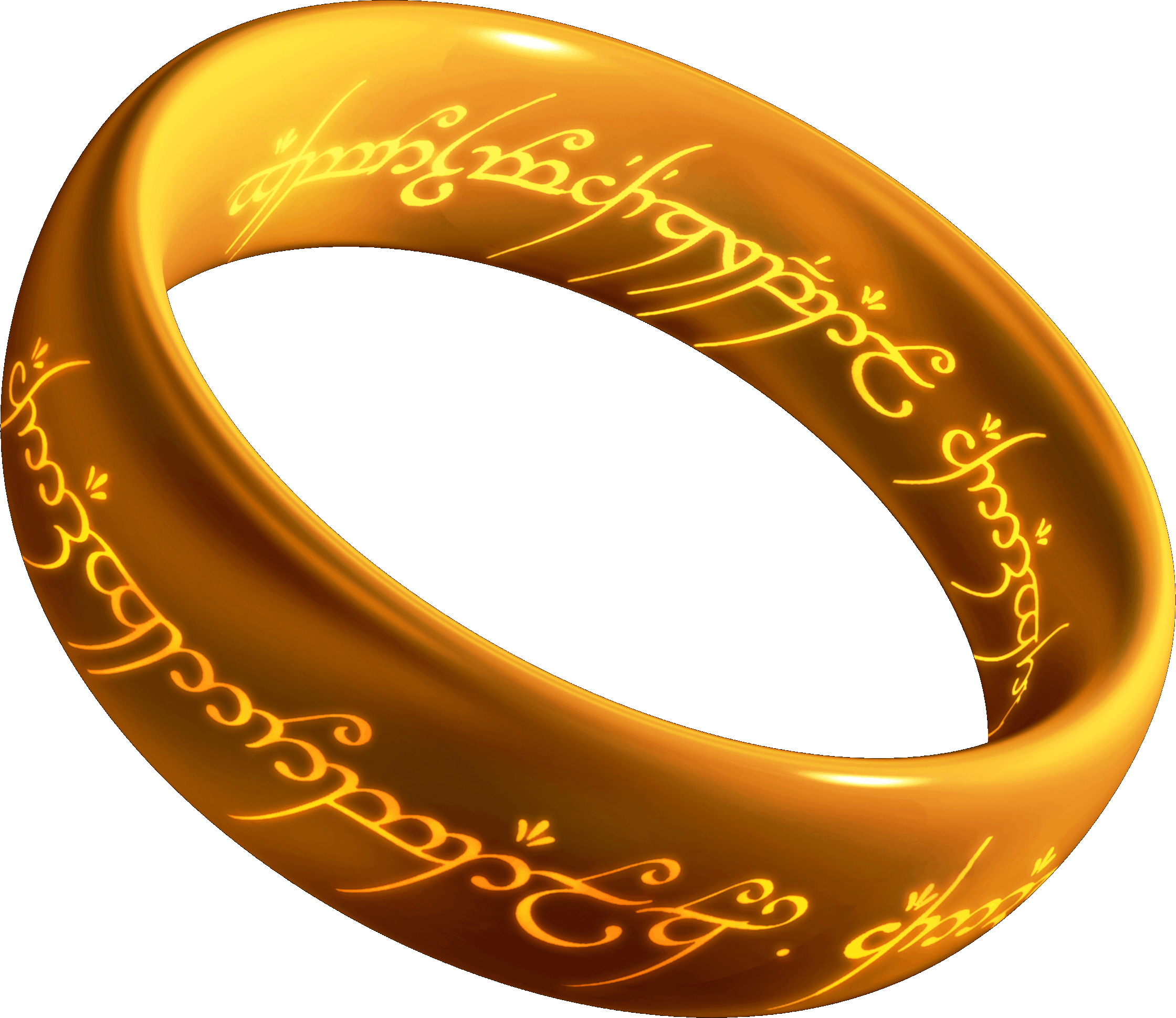
一つの指輪

『ホビットの冒険』に言及のある「死人うらない師」（映画『ホビットシリーズ』の字幕では「死人遣い（ネクロマンサー）」）とは彼のことである。
その続編である『指輪物語』においては「一つの指輪（the One Ring）」の作り主、「冥王（Dark Lord）」、「かの者（the One）」、「唯一なる敵（the One Enemy）」として登場する。前史にあたる『シルマリルの物語』では、初代冥王モルゴス（メルコール）の配下の中でも最強かつ最高位のものであり、またモルゴスの下僕のうち最も恐るべき存在とされた。サウロンは元来、アルダ（地球）の創造を担った天使的種族アイヌアのマイアールの位階に属する一員であったが、主メルコールの反逆に加担して堕落し、アルダに害をなす存在となった。

### 名前
「サウロン」とはクウェンヤで「身の毛のよだつもの」という意味であり、シンダール語で同様の意味である名前「ゴルサウア（Gorthaur）」と呼ばれることもある。これらは、サウロンを恐れ、忌み嫌ったエルフによる名であり、『指輪物語』作中においてアラゴルンは「かれ（サウロン）は自分の本当の名は使わないし、それを字に書いたり口に出したりすることも許さない」と発言している。
『指輪物語』や『シルマリルの物語』には記されていないが、原作者が草稿に残していたものとして「マイロン（Mairon）」の名がある。これがサウロンの堕落する前の本来の名前に当たる。その名の意味するところはクウェンヤで「讃むべき者」、「殊勝な者」（the Admirable）である。変節してエルフなどからサウロンと呼ばれるようになった後も、サウロンは自身のことを名乗る際はマイロンを用いたとされている。ただそれもヌーメノール沈没の時までで、それ以降は使用していない。なおヌーメノールでは王であるアル＝ファラゾーンが健在であるにも関わらず、「タル＝マイロン（Tar-Mairon）」と名乗っていた。
そのほか、第二紀にエルフに対して自称したとされる名に、「アンナタール（Annatar、物贈る君）」、「アルタノ（Artano、高貴な細工師）」、「アウレンディル（Aulendil、アウレの信者）」がある。また出版されたシルマリルの物語には記載されていないが、ヌーメノール人からは「ズィグール（Zigûr、アドゥーナイクで魔法使いの意）」と呼ばれた。

### 肩書
「冥王」や「かの者」以外に「妖術師（Sorcerer）」や、第一紀に使用した「巨狼の主（Lord of the Werewolves）」、第二紀以降に名乗る「指輪王（Lord of the Rings/Ring-Lord）」、自由の民から呼ばれた「名を申すをはばかるかの敵(Nameless Enemy)」などがある。他に、オークなどのサウロンの下僕が主に対して使う尊称として「偉大なる御目（Great Eye）」がある。これは後述するサウロンの目に因んだものであり、サウロンが一部の配下が「サウロン大王（Sauron the Great）」と呼ぶのを除いて基本的に自らを名前で呼ぶことを許さなかったために用いられたものである。またドゥーネダインには彼らを騙して故郷を破滅に導いたことから、「欺瞞者サウロン（Sauron the Deceiver）」とも呼ばれた。サウロンの影響力の強い東方や南方においては「王であり神（both king and god）」とされ、またヌーメノール末期には彼の地において「神（a god）」と呼ばれたこともあった。なお第二紀に記されたアカルラベースによるとサウロンは当時「人間の王（King of Men）」、「地上の王（Lord of the Earth）」を自ら名乗っていたという。

### 能力
サウロンはマイアールの中でも殊に力あるものの一人であった。原作者トールキンはサウロンのことを、彼はガンダルフやサルマンと同じ種族ではあるが、遥かに格上の存在であるとしており、またモルゴスが堕落させたマイアールは数多いが、その中でも強大なものがサウロンであり弱小なのがバルログ達であるとも述べている（その後に続けて最弱のマイアールが原初のオークになったとしている）。こうした事からサウロンは各所で様々な力を振るっているが、以下に作中で詳細が分かっているもののみを挙げていく。
まず自在に変身する能力を持っていた。その能力を使えば見目麗しい立派な外見を装うことや、また巨大な狼や大蛇、吸血蝙蝠といった怪物に変じることもでき、エルフから恐れられた。しかしこういった変身能力はアイヌアならば皆備えている力であって、サウロン固有の能力というわけではない。
ただし同輩の堕落したアイヌア達が、大地に縛られてそういった能力を喪失していったのに対して、サウロンのみが長きに渡って変身能力を維持していたのは注目すべきことと言える。しかし美しい姿を取る能力はヌーメノール沈没後に失われる。
またサウロンは本来アウレの配下であったため、世界を構成する物質や、鍛冶・工芸の知識に精通していた。その為、彼はアウレ一門の中でも偉大な工人とされていた。このことから、サウロンは強力な魔法具や堅固な城塞を作り上げることが出来た。力の指輪が魔法具の代表的なものである。一つの指輪と三つの指輪を除いた力の指輪は、サウロンの助言と指導の下、ノルドール・エルフが鍛え上げた品であり、一つの指輪はサウロンが単独で鍛え上げた品である。一つの指輪を作り上げたサウロンは、他の力の指輪で成される事柄やその所有者を支配できるようになった。またヌーメノールに囚われの身になった際、彼は当然一つの指輪を嵌めてゆき、島に到着後、指輪の力を用いて直ぐ様島民の大多数を支配下に置いたとされる。その上肉体が滅びても指輪がある限り何度でも蘇ることができた。要塞の方は、最もよく知られたものとしてバラド＝ドゥーアがあり、他にトル＝イン＝ガウアホスやドル＝グルドゥアなどがある。またオークやトロルを改良することで、陽光に耐性があり、戦闘能力も向上している上位種を作り出した。その他にヌーメノールの地にあっては、工の知識を与えることで彼らの技術力を大きく発展させている。
妖術師とされるだけあって妖術の類に長けていた。特にサウロンが得意としたのが、死霊や悪霊を呼び集めて使役する術であった。彼は悪霊を獣の肉体に封じて己が下僕となした。また配下の死霊に他者に憑依してその肉体を乗っ取る術を教えていたとされる。後に彼の配下であるアングマールの魔王もこの術を用いて、塚人を召喚しフロド達を危機に陥らせている。トル＝シリオン襲撃の際には恐怖の暗雲を生み出すことで、敵要塞の強襲と占領に成功している。最後の同盟との戦いにおいて、サウロンの手は黒く燃えるがごとく高熱を発していたとされる。ギル＝ガラドはこれによって斃された。指輪物語の初期稿では、最後の同盟軍に悪疫と衰弱の魔法をかけることで苦しめたことがエルロンドの口から語られている。主モルゴスのように暗黒を紡ぐ力も持っており、居城バラド＝ドゥーアは常に彼の座す玉座から生み出される暗黒と靄ですっぽりと覆われていた。また中つ国全土に夥しい死者を生み出した大悪疫（やみ病）もサウロンの手になるものであった。他に幻術と魔術に優れた技術を持っていたため、ヌーメノールの地に居た際には不思議な現象や兆しを見せることで、ほぼ全てのヌーメノール人を惑わすことが出来たという。実際幻術に関しては、バラヒアの仲間ゴルリムを罠にはめるため、彼の妻エイリネルの幻覚を作り出している。
主モルゴスと同じく自然現象を操れたと思しい。事実滅びの山オロドルインはサウロンの意思に従っているようで、彼がモルドールにいる間には活発な活動を見せるが、いない間は休止状態にあった。指輪戦争時には噴煙を送り出すために噴火している。アカルラベースの最も初期の稿に当たる『失われた道』では、山のような高さの大波を作り出して、ヌーメノールの東海岸を洗い、大船団を内陸深くまで打ち上げさせている。アカルラベースの異稿ではメネルタルマの山を噴火させたり、ヌーメノールの無敵艦隊の進軍のため強風を吹かせたりしている。またエルロンドの会議においては、サウロンは山を苦しめて破壊することができる、との発言がなされている。映画版では旅の仲間の一行がカラズラスを超える際の嵐は、サルマンによって呼び起こされたものとなっているが、原作ではギムリとガンダルフの会話からして、サウロンが呼び起こしたものと思しい。ボロミアもサウロンは影の山脈の嵐をも支配できると言及している。
強力な意思の力を有していた。特にこれはサウロンの目やその凝視によって表わされる。第一紀ではベレンとフィンロド一行と相対した時、その燃えるような眼で睨みつけただけで、彼らは膝を屈し闇がその周囲に立ち込めた。一行が窒息し溺れるような感覚の中見ることが出来たものは、深く渦巻く闇の帳だけであったという。第二紀末における最後の同盟戦時のサウロンは、極めて恐るべき姿をしておりその目の悪意に耐え得る者は、エルフや人間の偉大なる者たちの中にすら殆どいなかったとされる。また、サウロンは中つ国の方々に意思を送ることが出来、彼の注意や意志の力を感じたものは恐怖と重圧を感じることになった。これは「まぶたのない火に縁取られた目」といった心象表現で捉えられた。アモン＝ヘンにおいてフロド・バギンズはこの目に捉えられそうになるが、ガンダルフがサウロンの注意を逸らしたおかげで事なきを得ている。しかしそれだけでガンダルフは酷く消耗してしまった。デネソール公はパランティーアを通じてサウロンと思念で対決をすることが出来たが、これはパランティーアが正当な使用者か、それに準ずる者に従う性質があったからに過ぎない。しかし、使用する度に重なるサウロンの意思への抵抗の結果、それによる心労と精神的負担で、最終的にはデネソールは破滅へと追い込まれた。

### 外見
サウロンは能力の項でも述べたように、巨狼や大蛇、吸血蝙蝠など様々な姿を取ることが出来た。しかし第一紀に普段とっていた姿がどのようなものかは、詳細に書かれている部分はない。ただゴルリムがその眼に射竦められたという件や、ベレンとフィンロド一行のことからわかるよう恐ろしい眼をしていたということだけは確かである。
第二紀においてはノルドールのエレギオンを訪った時は美しいヴァンヤール・エルフの姿をしていたという。ヌーメノールに連れてこられた時は、『失われた道』によると人間の姿をしていたが、どのヌーメノール人よりも背が高く、特に彼の眼光を畏怖する者が多かったという。多くの者達には立派な外見と目に写ったが、他の者達にはひどく恐ろしいと思われ、ある者達は邪悪に感じたとされている。ヌーメノール沈没後は主モルゴスと同じような、見るも恐ろしい、目に見える形となった破壊と憎悪の権化となり、その眼を直視し得る者は殆どいなかったという。
第三紀ではトールキンの書簡からすると実体を持っていたようである。サウロンは恐ろしい姿をしていたと考えられるのは間違いない。人型の形をとっていたが、その身長は人間のそれよりもより高いものではあったものの、巨人と言えるほどのものではなかった、と記されている。

## 来歴

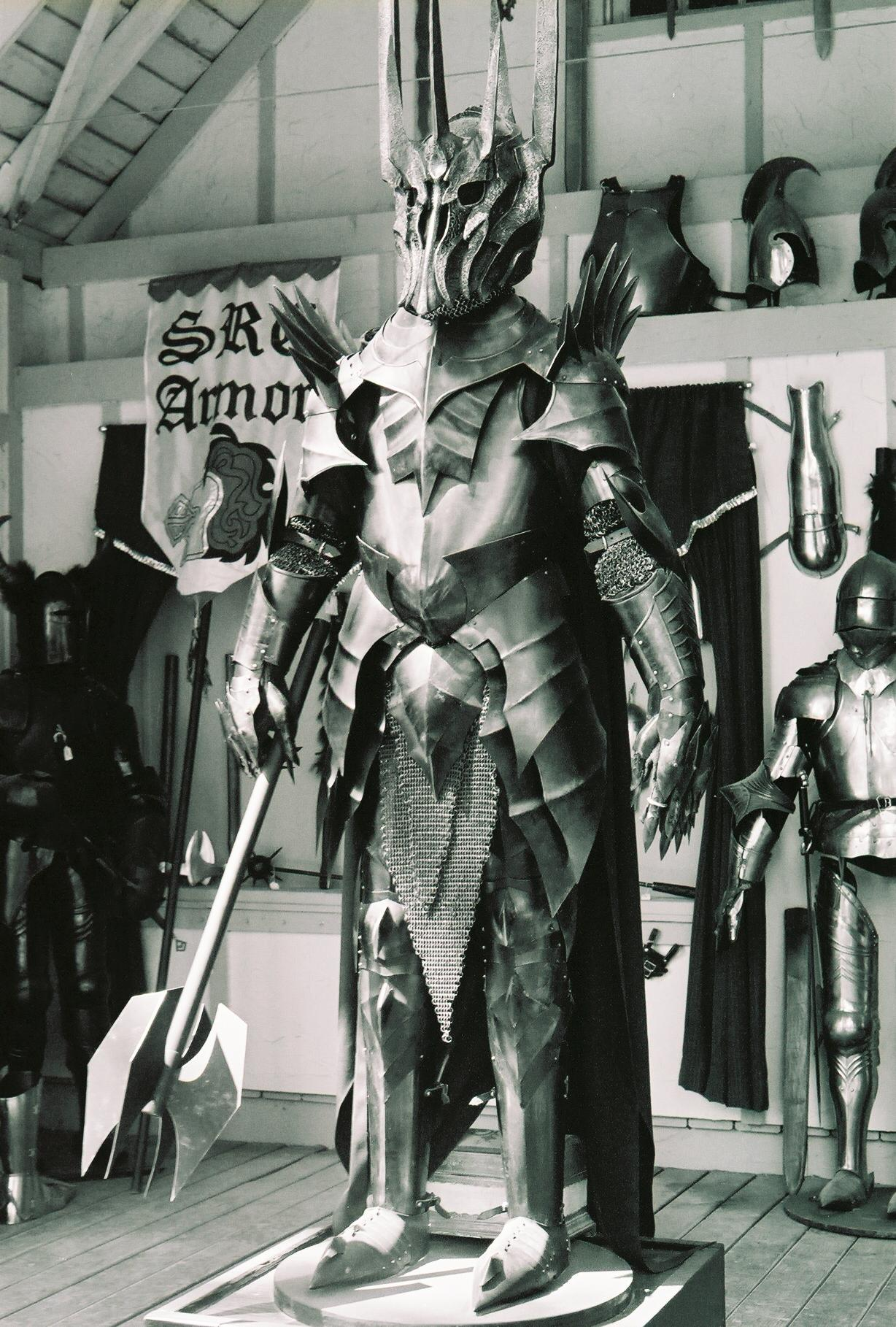
映画版でのサウロンの鎧

### 第一紀以前
サウロンは、元々はヴァラールである鍛冶・工芸の神アウレに仕える「マイロン（Mairon）」という名のマイアであり、アウレ臣下のマイアールの中でも非常に力ある者として知られていた。しかし、アルダの黎明期にモルゴスに誘惑されて堕落し、彼に仕えるようになる。原作者のトールキンはサウロンが誘惑された理由として、サウロンは秩序と調和を愛し混乱と無益な諍いを嫌ったが故に、メルコールの意志と力の影響を受け、彼に惹かれた最初の者となったという主旨を述べている。こうしてサウロンはモルゴスの召使の中で最強のものとなり、主人の為したありとあらゆる悪行に関わることとなる。
サウロンはモルゴスに仕えるようになっても、直ぐ様ヴァラールの下を立ち去ったわけではなかった。モルゴスが要塞ウトゥムノを築いてそこに隠れ潜んでいた間、サウロンはアウレの忠実な下僕を演じ続けながら、密かにモルゴスにヴァラールの挙動を伝えていた。モルゴスはマイアールの中に数多くのスパイを持っていたが、その長はサウロンであった。モルゴスによってヴァラールの宮居アルマレンが破壊された後、ヴァラールは西方に祝福された地であるアマンを築きそこに移り住んだが、サウロンの裏切りは未だ露見しておらず、彼もそこに赴いたとみられる。その後サウロンはアマンを立ち去り、モルゴスの下に走ったと思われるが、その正確な時期は判明していない。

### 第一紀
イルーヴァタールの長子であるエルフ達の目覚めと共に第一紀が始まった頃、サウロンはモルゴスの大いなる副官(great lieutenant of Morgoth)として、西方の前線にある城砦アングバンドの支配を任されていた。モルゴスが目覚めたばかりのエルフ達に悪虐非道な行いをするようになると、ヴァラールはエルフ達を守るため、軍を率いて中つ国に出陣した。ここに中つ国史上最大の戦争が勃発する。後に言う諸力の戦い(諸神の戦い)である。この結果アングバンド、ウトゥムノは共に破壊されるが、ウトゥムノが北方の陸地共々完膚なきまでに破壊されたのに対し、アングバンドは完全な破壊を免れた。モルゴスは捕らえられ裁きを受けるため引っ立てられていったが、サウロンはその追及を逃れ中つ国に隠れ潜んだ。モルゴスがアマンで虜囚の身となり、その後逃亡に成功し中つ国に帰還するまでの間、サウロンはいずれ戻るであろう主のために、密かにアングバンドを修築しオークを繁殖させ軍備を整えていた。中つ国に帰還したモルゴスが、すぐさまオークの大軍を用いてシンダール・エルフを攻めるなどの大規模な軍事行動を起こすことが出来たのは、サウロンの働きによる所が大きい。
その後イルーヴァタールの次子である人間が目覚めたため、モルゴスが彼らを堕落させるため東方に赴いた際には、モルゴス不在の間の指揮権を主から一任されており、その間のエルフとの戦いはサウロンが指揮を取っていた。
ダゴール・ブラゴルラハの二年後には、サウロン自ら軍を率いてオロドレスの守護するトル＝シリオンを強襲・陥落させて占領している。そして巨狼や吸血蝙蝠、悪霊・死霊の類といった配下でそこを満たしたため、エルフ達にとって大きな脅威となった。このため、トル＝シリオンは以後トル＝イン＝ガウアホス（巨狼の島）と呼ばれるようになる。ここはモルゴスのための物見の塔となり、以後全てのものはサウロンに見られることなくこの谷間を通過することは不可能になった。また、トル＝イン＝ガウアホスの塔に座したサウロンはそこで広く妖術を執り行ったため、ドリアスを守るメリアンの魔法帯とせめぎ合うこととなり、両者の力が渦巻く地点となったナン＝ドゥンゴルセブはオークでさえもが決して近寄らない魔境と化してしまった。他に、ドルソニオンでゲリラ的抵抗を続けるバラヒア一味の抹殺をモルゴスから命じられた際には、そのうちの1人であるゴルリムを捕らえて欺くことで、彼らの隠れ家を突き止めてベレンを除いた一味の殲滅に成功する。10年後、ナルゴスロンドの王フィンロド・フェラグンドとベレン一行がシルマリルを手に入れるためアングバンドに潜入しようと、フィンロドの魔法でオークに変じてトル＝イン＝ガウアホスの近くを通りかかった際には、目敏くそれを見つけ捕らえた。この時サウロンはフィンロドと魔力の歌で戦い、彼を打ち負かした後一行を地下牢に投獄する。そして巨狼をけしかけたため、一行の内ベレンを除く全員がそこで命を落とした。
やがてルーシエンがヴァラールの猟犬フアンを伴いベレン救出のためにやってくると、サウロンは配下の巨狼を次々と繰り出すが、皆フアンに一撃で殺されてしまう。そこで巨狼の祖たるドラウグルインを送り出すが、彼もまた激闘の末に敗北する。ドラウグルインは瀕死の身で主の下に辿り着くと、敵がフアンであることを伝えて死亡する。かねてから「フアンはかつて存在したこともない強大な狼と闘って命を落とす」との予言を耳にしていたサウロンは、自らを史上最大の狼に姿を変えて彼らの前に姿を現す。巨狼サウロンが近づくに連れ、その恐怖の余りの凄まじさにフアンが怯み退いてしまったため、サウロンはルーシエンに容易く近づくことが出来た。サウロンを目の前にしたルーシエンは失神してしまったが、倒れる寸前に眠りの魔力が込められた外套をサウロンに被せることに成功し、その魔力でサウロンは微睡み蹌踉めいてしまう。その隙を突いて再び姿を現したフアンが、サウロンに跳びかかり両者の戦いが始まるが、フアンの予言された運命にある巨狼とはサウロンのことではなかったため、遂にサウロンは敗北を喫する。そしてトル＝イン＝ガウアホスを明け渡すことと引き換えに助命する条件で、ルーシエンからの降伏勧告を受け入れたサウロンは、巨大な吸血蝙蝠に姿を変じるとタウア＝ヌ＝フインへと飛び去って、そこを恐怖で満たした。サウロンの魔力が消失すると、トル＝イン＝ガウアホスの塔は崩れ落ち、地下牢は日に曝され、島に巣食っていた悪霊たちは雲散霧消した。
出版されたシルマリルの物語においては、以後の彼の動向は怒りの戦いまで特に記されていない。だがトールキンの手稿には、マイグリンの捕獲などゴンドリンへの工作に関してサウロンが関わっていた可能性を示唆する箇所がある。
怒りの戦いでモルゴスが敗北すると、サウロンはヴァリノール軍に投降した。その際サウロンは非常に美しい姿を取って、指揮官であるエオンウェの前に現れたとされている。エオンウェは彼を裁く権限を持っていなかったため、アマンでマンウェの裁きを受けるよう勧告した。しかしサウロンはそれを受け入れず、逃亡して身を隠した。

### 第二紀
第二紀になるとサウロンは、荒廃しヴァラールの神々に見捨てられたままの中つ国を再建させることが自分の仕事と考えるようになった。これは当初の動機としては真に善いものであった。しかし、そのためにエルフや人間を使おうとしたサウロンは、次第に悪に立ち戻り彼らを支配する力を欲するようになる。
サウロンは第二紀500年ごろから再び活動を始め、1000年ごろに、妖術と鍛造に役立つ滅びの山があることからモルドールを拠点と定める。そして彼の居城となる中つ国最大の塔、バラド＝ドゥーアの建築に着手する。
第二紀初めには上のエルフもまだ多数残っていたものの、アマンに戻らなかった彼らは愛着のある中つ国の荒廃を嘆き、何れ衰えゆくであろう彼らの美や力を保護するための手段を欲していた。それを見抜いたサウロンは非常に美しい姿を取って、言葉巧みに彼らに近付いた。彼は自身をヴァラールによって使わされた者であり、特にノルドール・エルフと馴染みが深いアウレの使者であると説明した。サウロンの力と知識は非常に珍重され、殊にケレブリンボールを領主としたエレギオンにおいて歓迎された。しかし幾人かのエルフは彼を信用しなかった。特にガラドリエルと当時の上級王ギル＝ガラド、そして彼の副官であったエルロンドがそうである。サウロンを怪しむ者達は、エレギオンのエルフ達に警告を発したが、彼らは聞く耳を持たなかった。
サウロンの助力と指導のもと、エルフ達は試作品である数多の劣った指輪を作った後に、遂に力の指輪を完成させる。するとサウロンは密かにモルドールに舞い戻り、滅びの山で他の力の指輪全てを支配する一つの指輪を鍛えた。エルフの作った指輪が非常に強力なものであったため、サウロンはそれらを支配できる力を得るために、自身の指輪に己の力の大部分を付与せざるを得なかった。このため、一つの指輪は彼にとって有利なものであると同時に致命的な弱点ともなり得た。しかしながら一つの指輪を奪われない限り心配は無用であり、指輪がサウロンの指の上にあるときこの世界における彼の力はこの上なく増大することとなった。こうして第二紀におけるサウロンの力は、第一紀末のモルゴスを凌駕する程のものに至った。
しかしサウロンが一つの指輪を完成させた瞬間、エルフ達は彼が何者であるかを知ることとなる。そのため彼らは指輪を隠して、決して使用することはなかった。計画が失敗し正体が露見したサウロンは、最早謀ではなく力で物事を解決することにした。まず彼はエルフの作った指輪を引き渡すよう要求した。彼の知識がなければ、エルフ達はそれを作ることは不可能だっただろうという理由である。もちろんエルフ達はこれを撥ね付けた。そこで1693年にエルフ達との戦いを開始すると、その二年後にサウロンは自ら軍を率いてエリアドールに侵入する。同時期にギル＝ガラドによりエルロンドがエレギオンに援軍として派遣される。しかしエレギオンは1697年に陥落・荒廃し、ケレブリンボールは捕らえられ、19の力の指輪の在り処を吐かせるために拷問にかけられる。結果九つと七つの指輪の隠し場所は聞き出せたものの、最も力ある三つの指輪に関しては頑として口を割らず、死なせてしまった。三つの指輪はギル＝ガラドかガラドリエルのもとにあるだろうと踏んだサウロンは再び進撃を開始した。そして援軍として来たエルロンドと対峙するが、エルロンド側に勝てる見込みはなかった。だがその時モリアからエレギオン救出のため派遣されたドワーフ軍と、アムロス王が率いるローリナンド(後のロスローリエン)軍が、サウロン軍の背後を襲った。このおかげでエルロンドは辛くも窮地を脱した。そして北方へ向かい、滅んだエレギオンの残党を率いて裂け谷を築いたのはこの頃の事である。サウロンはエルロンドを追うことを諦め、鎧袖一触にしたドワーフとエルフの連合軍を追撃したが、彼らはモリアに逃げ込み、その門を閉ざしてしまう。当時のモリアはドワーフの数や技術、軍事力がピークにあったため、その国力は全盛期を迎えていた。そのためさすがのサウロンも、難攻不落であるこの地を外から陥落させることはできなかった。この時からモリアはサウロンの憎悪の対象となり、配下のオークたちに機会があればドワーフを苦しめるよう、命令が下された。だがモリアこそ落とせなかったものの、後にドワーフたちの聖地であるグンダバド山や、北方の灰色山脈、ドワーフの大街道及びその周辺部の人間の国といった、当時のドワーフの支配領域の多くを壊滅・奪取している。そしてそのまま軍を進めたサウロンは1699年にはエリアドールを席捲した。しかしギル＝ガラドのリンドンを落とすためには、自軍の後背にあるエルロンドの裂け谷を抑える必要があったため、サウロンは軍を二分せざるを得なかった。そのため1700年にギル＝ガラドの救援に答えてやって来たヌーメノールの大軍とエルフ軍により、二分されていたサウロンの軍勢は各個撃破されてしまう。1701年にエリアドールから閉め出されたサウロンは、僅かに残った近衛の者と共にモルドールに退却する。このことが切っ掛けとなり、サウロンはヌーメノールに強い憎悪を抱くようになる。しかし未だ時至らずと考えたサウロンは、長きに渡り西方に対して積極的な攻勢に出ることはなく、中つ国の東方に勢力を伸ばすことに腐心するようになった。
モルドールに戻ったサウロンは、手に入れた七つと九つの指輪に悪意を吹き込み、邪悪なものに歪めた上で、ドワーフと人間の諸侯にそれを配った。アウレによって性来頑強に創られたドワーフは、影の存在になることこそなかったものの、指輪の悪意によってひたすら富を築き上げることに邁進するようになり、その結果竜やバルログなどによって破滅することとなった。一方、人間は速やかに堕落した結果、全員が影の存在となった。サウロンの最も恐るべき下僕であるナズグールの誕生である。そして、第一紀から生き残っている邪悪な者たちを傘下に収めたサウロンは、冥王と呼ばれ恐れられるようになり、この時代は暗黒時代と呼ばれることになる。
こうして中つ国においては殆ど並ぶもののない強大さとなったサウロンだったが、第二紀の終わり頃にヌーメノール最後の王である、アル＝ファラゾーンの挑戦を受けることになる。『アカルラベース』によると、彼はサウロンが中つ国沿岸部のヌーメノール植民地を攻撃していることや、地上の王・人間の王と自称しているとの報告を受け激高し、第二紀3261年に大艦隊を率いて中つ国にやって来た。その軍勢のあまりの威容に、サウロンの配下は逃げ出したとされている。配下の召使の中で最強のものであっても、この軍勢には抗し得ないと悟ったサウロンは、ヌーメノール軍に投降する。ファラゾーン王は戦勝の証に、サウロンを虜囚としてヌーメノールに連行した。しかしこれはサウロンの罠であった。サウロンはヌーメノールの内情とその不和をかねてから知っており、これを復讐にどのように用いようかと考えていたのである。当初は軍事力でヌーメノールを敗北せしめんと考え、沿岸部の植民地を攻撃していたが、敵の力を見たサウロンは計画を変更し、謀によってこれを成すことにした。原作者のトールキンも、ヌーメノールが征服出来たのは恐れを為したサウロンの臣下たちであって、サウロンではない。サウロンの投降は自発的で狡猾なものであり、このため彼は無料でヌーメノールに運んでもらうことが出来たのだ、としている。また他の草稿では、ヌーメノール人のみの力でサウロンを敗北せしめたことは瞠目に値するとしつつも、実のところサウロン個人は敗北したわけではなく、彼の「虜囚」は自発的なものであり罠であった、とも記している。また書簡集ではこうも記している。彼は無論神聖な存在（この神話において、彼はヴァラールと同種族の下位の者達の一員である）であったため、遥かに強大すぎて、こんなやり口では手に負える相手ではなかったのである。
ヌーメノールに連行されたサウロンは、その巧みな話術と美しい外見により王の寵を得ることに成功し、三年を経ずして王の相談役に上り詰める。彼が王の寵愛を得ていると見るや、宮廷の者達はエレンディルの父アマンディルを除き、みなサウロンのご機嫌伺いを始めるようになった。そして、彼はやがて自分の言葉に耳を傾けるものが多くなったのを見て取ると、エル・イルーヴァタールとヴァラールに忠実な者達と、逆に反感を持っている者達との不和を煽ることで、ヌーメノールを内部から切り崩していく。サウロンは、エルなどというものはヴァラールが考えた偽の神に過ぎず、彼らはヌーメノール人の望む不死の生命を独占しており、人間たちを除け者にしているとの偽りを吹き込んだ。そして、人間たちに望むものを与えることができる真の神としてモルゴスを崇拝することを勧め、自身は高司祭として納まることで邪教を広めていった。ファラゾーン王を通じてサウロンに従う者たちは、ヴァラールに忠実な人々を狩り出し、生け贄とする邪悪な儀式を執り行うようになった。こうした儀式は植民地を通じて中つ国でも行われるようになり、邪教の広がりとともに人心は荒んでいった。こうした堕落にも関わらず、ヌーメノールの国力は中つ国から略奪を繰り返したことや、サウロンの知識と技術を得たことにより、絶頂期を迎えていた。この頃サウロンは王の背後からヌーメノールを完全に掌握しており、彼がその気になりさえすれば、ヌーメノールの王笏を手にすることも可能になっていた。しかしサウロンの望みはあくまでヌーメノールの破滅であった。彼は年老いて迫り来る死に怯えるファラゾーン王に、ヴァラールに戦を仕掛け力づくで不死の命を手に入れるようけしかける。最初は躊躇していた王も、やがてはサウロンの甘言によりその気になり、未だ嘗て世界でも見られたことのない大艦隊を仕立ててアマンへと進軍していく。サウロンの狙いはヴァラールの手でヌーメノール軍が壊滅させられる事であった。しかしそれに反してヴァラールは、この時世界の統治権を一時的に放棄しエルに采配を委ねた。その結果、エルの奇跡による世界規模の大変動が起き、アマンは切り離され世界は球体となった。ファラゾーン王の艦隊は海の藻屑となり、ヌーメノールも海中に没した。王都の神殿で高笑いをしていたサウロンもその余波に巻き込まれ、肉体を失うこととなる。
しかしサウロンは死すべき定めの者ではないため、その魂は一年後の3320年にモルドールに帰還する。バラド＝ドゥーアに置いてあった一つの指輪を手に取ると、やがてサウロンは新たな肉体を作り出す。最早、美しい姿を取ることが出来なくなっていたサウロンは、恐るべき外観を取るようになっており、その姿を直視出来るものはエルフにも人間にも殆どいないほどであった。サウロンは憎きエレンディルとその一族が、ヌーメノールの沈没から逃れて中つ国にゴンドールとアルノールを建国していることを知ると、彼らが強大になる前に戦いを仕掛けることにした。ミナス＝イシルを強襲し陥落させたサウロンは、そこにあった白の木を焼き捨てる。イシルドゥアは大河アンドゥインを下って逃れ、エレンディルのもとへ赴く。その間アナーリオンがオスギリアスにて防衛戦を指揮していた。エレンディルとギル＝ガラドは最後の同盟を結び、一致団結してサウロンに対抗しようとする。そして怒りの戦い以来の大会戦である、ダゴルラドの戦いにおいて両軍が激突した結果サウロン軍は破れる。次いで同盟軍による7年に及ぶバラド＝ドゥーア包囲戦の末、サウロン自身が遂に姿を現し、滅びの山の麓においてエレンディルとギル＝ガラドの両者と戦う。サウロンは二人を斃したものの、彼もまた打ち倒された。サウロンの敗因は、彼が不在の間モルドールの国力が低下していたのに対し、ギル＝ガラドの勢力が伸長していたことに加え、サウロン個人の力が未だ完全には回復していなかったためであった。イシルドゥアがその体から指輪を奪うと、サウロンの霊魂は力を奪われて何処かへと逃げ去った。

### 第三紀
一つの指輪が破壊されなかったためサウロンも滅ぶことはなかったものの、指輪を奪われたことはサウロンにとって大打撃であった。彼は第三紀初めの1000年間は形も定かならず、眠りの中にあった。しかし1050年頃に緑森大森林を影が覆うようになる。このため緑森大森林は以後闇の森と呼ばれるようになる。これがサウロンの最初の復活の兆候であった。そして、1100年頃に闇の森の南端にあるドル＝グルドゥアに拠点を設けて、死人占い師として形をとる。しかしエルフや賢者たちは当初これはサウロン本人ではなく、ナズグールの一人だと考えていた。
サウロンはナズグールを呼び集めると、自身は力を蓄えながら敵対勢力の力を削ぐことに専念した。1300年頃に霧ふり山脈で増加したオーク達がドワーフを攻撃する。そして同時期にサウロンの最強の下僕たるナズグールの首領が北方に派遣され、アングマール魔国を建国する。以後ナズグールの首領はアングマールの魔王と呼ばれるようになる。魔王は1409年の最初の攻撃を皮切りに繰り返しアルノールを攻撃し、1974年遂にこれを滅ぼすに至る。しかし1975年にアングマールは裂け谷とゴンドールの軍によって滅ぼされる。魔王は北方から退却し1980年にモルドールでナズグールを招集すると、2000年にミナス＝イシルを攻撃・陥落させてミナス＝モルグルに作り変えてしまう。このためミナス＝イシルにあったパランティーアの一つがサウロンの手に落ちた。そして2050年には魔王の挑発に乗ったエアルヌアが死亡し、ゴンドールの王統が途絶えることになる。
2063年に灰色のガンダルフがドル＝グルドゥアに偵察に赴くと、まだ自らの正体を公に出来るほど回復していなかったサウロンは退いて東方に隠れる。この後およそ400年間は平穏無事な時期が続く。これを警戒的平和と呼ぶ。しかし2460年にサウロンは以前にも力を増してドル＝グルドゥアに帰還する。これ以後、邪悪な者達の活動が活発になっていく。ナズグールによるゴンドールの攻撃がしばしば起きるようになり、霧ふり山脈にはオークの拠点が築かれ、バルログに滅ぼされたモリアには、サウロンのオークが送り込まれる。遥か北方では竜がその数を増やし、再び姿を現すようになりドワーフ達を悩ませ始める。オークや東夷、ハラドリム、南寇の襲撃や、大疫病(やみ病)・二度の大寒波によって西方世界は次第に衰微していく。
2850年にガンダルフが再びドル＝グルドゥアに潜入する。そして彼は遂に死人占い師の正体を突き止める。この事は白の会議に報告されたが、議長の白のサルマンは一つの指輪を欲していたため、指輪がサウロンを求めて現れることを期待して、サウロンに対して特に手出ししない決断を下す。しかしサウロンが一つの指輪を求めてあやめ野を捜索していることを知ると、2941年の会議ではサウロンへの攻撃に同意する。そして白の会議に攻められたサウロンはドル＝グルドゥアから撤退するが、この攻撃は遅きに失していた。サウロンは既にモルドールへの帰還準備を終えていたため、そちらに移るつもりだったからである。それゆえこの撤退は見せかけのものに過ぎなかった。2951年にモルドールで公然と復活を宣言したサウロンは、バラド＝ドゥーアを再建するとともに、中つ国を支配下に置くべく配下の軍勢を招集し再び侵略を開始する。3000年にはオルサンクのパランティーアを使用したサルマンを捕捉し、彼を配下に迎えている。サルマンは内心ではサウロンを出し抜き、指輪を手に入れ中つ国の支配者になるつもりであったが、サウロンは次第にサルマンを精神的に圧倒し、また元々は二人ともアウレの従属神であったため、サルマンの考えていたことはサウロンに予測されていた。
3009年にモルドールに侵入していたゴクリを捕らえると、彼を拷問にかけることで、一つの指輪がバギンズというホビットの手にあることを知る。サウロンは如何にしてそれを奪還するか策を練っていたが、3017年に解放したゴクリがエルフに捕らえられガンダルフがそこへ向かったことを聞き及ぶと、最早一刻の猶予もないと考えナズグールを派遣することを決意する。3018年サウロンはナズグールを密かにホビット庄に向けて送り出す。ナズグールは道中遭遇したサルマンの間者を利用することで、ホビット庄の正確な位置や地図に加えてバギンズ姓の者に関しての詳細な情報を得、ホビット庄を守るドゥーネダインの野伏達を蹴散らすと、遂にビルボ・バギンズの家に辿り着く。しかし家は既にもぬけの殻であった。ナズグールは今や新たな指輪所持者となったフロド・バギンズを追撃し、瀕死の重傷を負わせることに成功するが、イシルドゥアの世継ぎであるアラゴルンや上のエルフであるグロールフィンデルの邪魔立てと、裂け谷を護るエルロンドの魔力を前にして、あと一歩の所で及ばずモルドールへと逃げ帰った。
サウロンはナズグールに新たな乗騎を授けると空からの監視を開始する。一方、サウロンの同盟軍であったサルマンが敗北すると、オルサンクにあったパランティーアをホビットのペレグリン・トゥックが覗いてしまい、サウロンの眼に捉えられてしまう。サウロンはサルマンが指輪を持ったホビットを捕らえたと勘違いし、急遽ナズグールをサルマンのもとへ派遣する。ところが次にパランティーアで見たものは鍛え直されたナルシルことアンドゥリルを手にし、自らをイシルドゥアの末裔と名乗るアラゴルンの姿であった。そしてサルマンのもとに派遣されたナズグールが見たのは破壊されたアイゼンガルドとサルマンの敗北であった。このことから、サウロンはアラゴルンが一つの指輪を持っていると考えるようになり、予定を前倒しして西方諸国への攻撃を敢行することにする。特にゴンドールには魔王を総大将とした軍勢を送り出しミナス・ティリスを包囲するものの、そこで行われたペレンノール野の合戦でサウロン軍は敗北し、魔王も滅ぶこととなった。しかしながら合戦の結果西方軍は大きく弱体化したのに対し、サウロン側は未だ勝利するに足る十分な軍事力を保有していた。フロドによる指輪の破壊以外に勝ち目がない西方側は、ガンダルフの献策によって黒門に向かって進撃し、サウロンの注意をそちらに惹く陽動作戦を取る。サウロンはこれを一つの指輪を手に入れたことによる慢心の表れと考え、敵が完全に指輪を使いこなせるようになるには時間がかかるため、その前に全力を持って打倒して指輪を奪回しようと企てる。そして黒門の戦いにおいて西方軍はサウロンの前に破れようとしていたが、この最中に指輪が滅びの山の火に投じられたことで、サウロンの王国は崩壊し彼の持てる力は失われた。彼の魂はモルドール上空に巨大な人影のような黒雲となって現れ、見るもの全てを恐怖させたが、西方からの大風によって吹き払われた。
かくして拠り所である指輪を破壊されたサウロンは、再び力をつけることも形を取ることも出来なくなり、彼はただの悪意ある無力な影と化して、かつての主と同じく虚空へ去ることとなった。

## 派生作品
ピーター・ジャクソンの映画では、第一部『ロード・オブ・ザ・リング/旅の仲間』のオープニングで描かれる最後の同盟との戦いで、巨大な黒い甲冑の戦士の姿でサウロンが登場している。しかしエレンディルとギル＝ガラドとの戦いは省略され、不用心に付きだした手をイシルドゥアに指輪を嵌めた指ごと斬られてあっけなく敗北した。とは言え、これは映画の尺の関係上仕方のない事であった。その戦いに敗れた以降は肉体を失い、巨大な炎の眼の姿で居城バラド＝ドゥーアの頂上の尖塔から、モルドールをはじめとする各地をサーチライトのように照射して監視している。
第三部『ロード・オブ・ザ・リング/王の帰還』では、当初、黒門の最終決戦で、仮初めの実体を作り出しアラゴルンと対決するシーンが予定されていたが、主人公がフロド（指輪の破壊が最大の目的）であることが薄れるため、その戦闘シーンのサウロンは、公開版では完全武装したオログ＝ハイに差し替えられた。『王の帰還 スペシャル・エクステンデッド・エディション』の特典映像では、アラゴルンとサウロンが対決する撮影風景や絵コンテが見られる。
“死闘の末、アラゴルンがアンドゥリルの剣をサウロンの腹部に突き刺すも効果はなく、踏み潰され窮地に陥るアラゴルン。その時と同時にフロドが指輪を破壊したことで、アンドゥリルが刺さった腹部の亀裂から光が溢れ、サウロンが消滅する。”　といったシークエンスが当初予定されていた。
ピーター・ジャクソンの映画続編に当たる『ホビット 思いがけない冒険』では黒い靄を纏った朧な人影のような姿で登場した。ドル・グルドゥアの廃墟に潜伏して闇の森を蝕むことで、大蜘蛛や蝙蝠達が徘徊してまわるシーンが見られる。だが森の異変を察知したラダガストが廃墟に赴いたことによって、その存在が知られてしまい、ガンダルフに報告される。
第二部の『ホビット 竜に奪われた王国』ではアゾグ一党と手を組んでいることが冒頭で明らかになり、彼をエレボール遠征軍の大将に据える。後半ではドル・グルドゥアに侵入したガンダルフと魔力で戦い、彼を圧倒しその杖を破壊して囚える。その際炎に包まれた瞼のない目の姿を取り正体を現す。そして映画終盤にアゾグ率いる大軍を出陣させる。
第三部の『ホビット 決戦のゆくえ』ではガンダルフの救出に来たガラドリエル・エルロンド・サルマンの白の会議の面々と戦闘になり、ナズグールを召喚して応戦するものの、今だ復活したばかりで一つの指輪も実体もないその身では、玻璃瓶（）とネンヤを持つガラドリエルの力に及ばず、東方へと逃げ去った。
ゲームズワークショップのミニチュア・バトルゲームには、「炎の眼」は登場しないが、黒い戦士のサウロンを使ってかつての戦争を再現できる。また、ドル・グルドゥアの死霊使い（死人うらない師）時代のサウロンもミニチュア化されている。死霊使いの外見は、戦士サウロンと似たシルエットだが、おぼろげなイメージになっており、データ的にも戦士の時に比べると能力が弱く設定されている。

## 恐竜
モロッコの南東で化石が発見された恐竜「サウロニオプス・パキトルス（Sauroniops Pachytholus）」はサウロンにちなんで命名された。

## その他
- セイファート銀河の一つであるNGC 4151は、その形状から俗に「サウロンの目銀河」と呼ばれる。
- ロシアのウラジーミル・プーチン大統領は、2022年12月のCIS非公式首脳会議にて、参加した8カ国首脳のものと、自らものの合計9つの指輪を用意した。指輪物語で、サウロンが9人の王に指輪を与えることで、王たちを意のままに操ることを意識したものと考えられている。なお、会議中に指輪を身に着けた姿が確認できたのは、ベラルーシのアレクサンドル・ルカシェンコ大統領だけであった[58][59]。

## 学術研究
文学研究者・歴史学者のパトリック・カリーによると、トールキンの作品は「唯一なる真の神（one true God）」という神学的概念からの影響が大きいと見られる。
英米文学研究者キャロル・フライは、冥王と「デミウルゴス（Demiurge）」について論じている。フライが言うには、デミウルゴスの創造が真の創造の「模倣（imitation）」であることと同様に、冥王モルゴス、冥王サウロン、その追随者サルマンの創造は、イルーヴァタールの創造の模倣である。デミウルゴスとはグノーシス主義的哲学において、「唯一神（God）」を僭称する不完全な創造主であり、旧約聖書での「エホバ（Jehova）」・「ヤルダバオート（Yaldabaoth）」に相当する。